# The Four Prentices of London: With the Conquest of Jerusalem

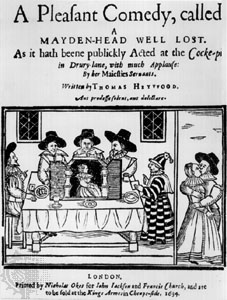
Innym znanym dramatem Thomasa Heywooda jest sztuka A Pleasant Comedy, Called a Maidenhead Well Lost

The Four Prentices of London: With the Conquest of Jerusalem – sztuka elżbietańskiego dramaturga Thomasa Heywooda, będąca najprawdopodobniej jego pierwszym dziełem, opublikowana w 1615. Sztuka jest jedynym dziełem z wczesnej fazy twórczości Heywooda, które przetrwało do naszych czasów. Bohaterami są czterej pochodzący ze szlachetnego rodu czeladnicy, bracia Godfrey, Guy, Charles i Eustace, zmuszeni do pracy w różnych rzemiosłach z powodu utraty majątku ojca, którzy zaciągają się na wyprawę krzyżową do Ziemi Świętej. Dramat jest napisany, podobnie jak większość sztuk elżbietańskich wierszem białym (blank verse), czyli nierymowanym pentametrem jambicznym.